# Carl Martin Reinthaler

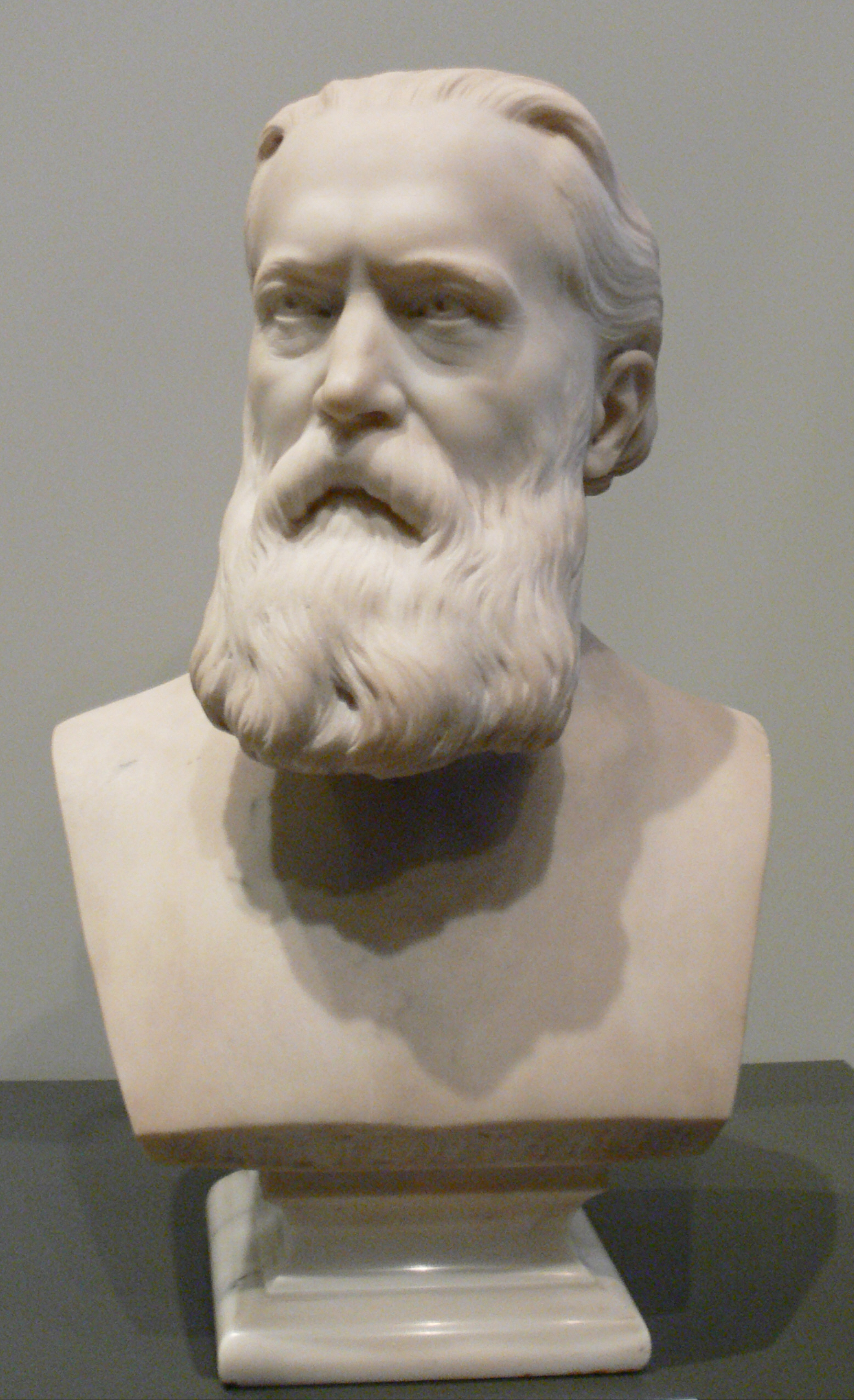
Carl Martin Reinthaler (Büste von Diedrich Samuel Kropp, 1902)

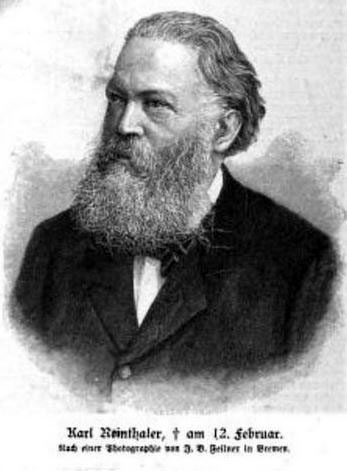
Carl Martin Rheinthaler

Carl Martin Reinthaler, auch Karl Reinthaler geschrieben (* 13. Oktober 1822 in Erfurt; † 13. Februar 1896 in Bremen), war ein deutscher Komponist, Dirigent und Leiter des Domchors in Bremen.

## Biografie
Reinthaler wuchs als Sohn des Theologen und Leiter des Martinsstiftes Karl Christian Reinthaler in Erfurt auf und besuchte dort das Königliche Gymnasium. Seine erste musikalische Ausbildung erhielt er vom späteren Magdeburger Domorganisten August Gottfried Ritter. Ab 1841 studierte er Theologie und anschließend Musik bei Adolf Bernhard Marx in Berlin. 1844 bis 1849 gehörte er der Sing-Akademie zu Berlin an. Als königlicher Stipendiat studierte er von 1849 bis 1853 in Paris/Bordogni und Rom. 1853 erhielt er eine Anstellung am Conservatorium der Musik in Coeln. Hier vollendete er sein erstes Oratorium Jephta und seine Tochter.
Von 1857 bis 1893 prägte er als Städtischer Musikdirektor, Domorganist und als Leiter der Singakademie das musikalische Leben der Stadt Bremen. Er führte bedeutende Orchesterwerke mit Erfolg auf. 1868 war er maßgeblich an der Einstudierung einer – gegenüber der Teiluraufführung durch den Wiener Singverein unter Johann von Herbeck erweiterten – vollständigeren Fassung des Deutschen Requiems von Johannes Brahms beteiligt, wobei er allerdings die musikalische Leitung der Aufführung dann Brahms selbst überließ.
1859 wurde er Liedermeister des Männergesangsvereins „Liedertafel“. Ab 1868 war er Vizepräsident des Künstlervereins in Bremen. 1872 übernahm er die Leitung des Bremer Domchors. An vielen seiner geistlichen Kompositionen lässt sich erkennen, dass sein Vorbild Moritz Hauptmann war, aber er fand denn doch zu einer eigenwilligen Musiksprache, außerdem erwies er sich als gewandter Instrumentator. Kritiker warfen ihm eine gewisse Einseitigkeit vor, da er z. B. Wagner-Werke ablehnte. Seine eigenen Werke wie die Opern Edda (1874) und Käthchen von Heilbronn (1881) hatten keinen Erfolg. 1888 erfolgte durch den Bremer Senat seine Ernennung zum Professor. Befreundet war Reinthaler mit dem Komponisten und Dirigenten Albert Dietrich (1829–1908), der in Oldenburg als Hofkapellmeister wirkte. Dietrich widmete ihm seine Sechs Lieder für gemischten Chor op. 21 (1870). In den letzten Lebensjahren musste er einen Rollstuhl nutzen und er konnte immer weniger am Musikgeschehen teilnehmen.

## Ehrungen
Anlässlich der Wiederaufführung der Oper Das Käthchen von Heilbronn und der Sinfonie op. 12 zeigte das Theater Erfurt 2009 eine Ausstellung zu Leben und Werk Reinthalers unter dem Titel Wieder entdeckt: Carl Reinthaler. Erfurt 1822 – Bremen 1896.
Die Reinthalerstraße in Bremen-Schwachhausen und in Erfurt wurden nach ihm benannt.

## Werke (Auswahl)
- Jephta und seine Tochter, Oratorium in zwei Abteilungen, entstanden in Rom, 1852–1855
- Edda, Große Oper in vier Akten, Bremen 1875 (die Handlung spielt im Dreißigjährigen Krieg)
- Das Käthchen von Heilbronn, Romantische Oper in vier Akten, Uraufführung im Opernhaus Frankfurt 1881 (Wiederaufführung und CD-Einspielung am Theater Erfurt ab 21. März 2009)
- Sinfonie D-Dur op. 12, Uraufführung 1862 in Bremen
- Chorwerke:
  - Fünf Sprüche und ein Weihnachtslied. op. 50. Bremen, Praeger & Meier
  - Eile, Gott, mich zu erretten. (Psalm 70) für 8-stimmig gem. Chor
  - Frohlocket mit Händen, alle Völker. (Psalm 47) op. 18, 2 für 8-stimmig gem. Chor
  - Lobe den Herrn, meine Seele. (Psalm 103) op. 40 für 4-stimmig gem. Chor
  - Lobet den Herrn, alle Heiden. (Psalm 117) für 4-stimmig gem. Chor
  - Meine Seele verlanget und sehnet sich. (Psalm 42) für 4-stimmig gem. Chor
  - Wenn der Herr die Gefangenen Zions. (Psalm 126) für 5-stimmig gem. Chor
- Lieder: 6 Lieder op. 10; 6 Lieder op. 17; 6 Lieder op. 22; 4 Lieder op. 36; 3 Balladen op. 24; Der Apfelbaum op. 48[2]